# Brian McGrattan
Pour les articles homonymes, voir McGrattan.
Brian McGrattan (né le 2 septembre 1981 à  Hamilton dans la province de l'Ontario au Canada) est un joueur professionnel canadien de hockey sur glace.

## Carrière en club
Il commence sa carrière dans la Ligue de hockey de l'Ontario en 1997 avec le Storm de Guelph. Après deux saisons, il est choisi lors du repêchage d'entrée de 1999 dans la Ligue nationale de hockey en tant que 104e choix par les Kings de Los Angeles (quatrième ronde).
Il ne rejoint pas pour autant la franchise de la LNH mais continue dans l'OHL avec différentes équipes. En 2002, il fait ses débuts dans la Ligue américaine de hockey après avoir signé en tant qu'agent libre pour les Sénateurs d'Ottawa. Il joue alors pour les Senators de Binghamton. Lors de sa troisième saison avec les Senators, il enregistre un total de 551 minutes de pénalité, un record pour la franchise de la LNH.
La saison suivante, il rejoint l'effectif des Sénateurs de la LNH, totalise 141 minutes et devient dès sa première saison, le joueur de la LNH à avoir participé au plus grand nombre de combats au cours de la saison (19 combats).
En 2006-2007, il ne joue qu'une quarantaine de matchs n'étant sur la feuille de match que pour remplacer un coéquipier blessé.
Le 3 juillet 2008, il signe un contrat de un an avec les Coyotes de Phoenix.
Le 13 décembre 2008, la Ligue Nationale annonce officiellement que McGrattan a accepté volontairement de suivre le programme d'aide contre les drogues et l'alcool de la NHLPA. Il touchera son salaire complet durant son séjour en thérapie.
Le 11 octobre 2010, il signe comme agent libre avec les Bruins de Boston direction Providence.
Finalement, il passe aux Ducks d'Anaheim avec Sean Zimmerman en retour de David Laliberté et Stefan Chaput le 27 février 2011.
Après un séjour d'une saison et demi avec les Predators de Nashville, il est retourne aux Flames de Calgary le 28 février 2013. Le 10 juillet 2015 il signe un contrat d'une saison de 600 000$ avec les Ducks d'Anaheim.

## Statistiques
| Saison     | Équipe                           | Ligue      |     | Saison régulière | Saison régulière | Saison régulière | Saison régulière | Saison régulière |   | Séries éliminatoires | Séries éliminatoires | Séries éliminatoires | Séries éliminatoires | Séries éliminatoires |
| Saison     | Équipe                           | Ligue      | PJ  | B                | A                | Pts              | Pun              | PJ               | B | A                    | Pts                  | Pun                  |                      |                      |
| 1997-1998  | Storm de Guelph                  | LHO        | 25  | 3                | 2                | 5                | 11               | -                | - | -                    | -                    | -                    |                      |                      |
| 1998-1999  | Storm de Guelph                  | LHO        | 6   | 1                | 3                | 4                | 15               | -                | - | -                    | -                    | -                    |                      |                      |
| 1998-1999  | Wolves de Sudbury                | LHO        | 53  | 7                | 10               | 17               | 153              | 4                | 0 | 0                    | 0                    | 8                    |                      |                      |
| 1999-2000  | Wolves de Sudbury                | LHO        | 25  | 2                | 8                | 10               | 79               | -                | - | -                    | -                    | -                    |                      |                      |
| 1999-2000  | IceDogs de Mississauga           | LHO        | 42  | 9                | 13               | 22               | 166              | -                | - | -                    | -                    | -                    |                      |                      |
| 2000-2001  | IceDogs de Mississauga           | LHO        | 31  | 20               | 9                | 29               | 83               | -                | - | -                    | -                    | -                    |                      |                      |
| 2001-2002  | IceDogs de Mississauga           | LHO        | 7   | 2                | 3                | 5                | 16               | -                | - | -                    | -                    | -                    |                      |                      |
| 2001-2002  | Attack d'Owen Sound              | LHO        | 2   | 0                | 0                | 0                | 0                | -                | - | -                    | -                    | -                    |                      |                      |
| 2001-2002  | Generals d'Oshawa                | LHO        | 25  | 10               | 5                | 15               | 72               | -                | - | -                    | -                    | -                    |                      |                      |
| 2001-2002  | Greyhounds de Sault-Sainte-Marie | LHO        | 26  | 8                | 7                | 15               | 71               | 6                | 2 | 0                    | 2                    | 20                   |                      |                      |
| 2002-2003  | Senators de Binghamton           | LAH        | 59  | 9                | 10               | 19               | 173              | 1                | 0 | 0                    | 0                    | 0                    |                      |                      |
| 2003-2004  | Senators de Binghamton           | LAH        | 66  | 9                | 11               | 20               | 327              | 1                | 0 | 0                    | 0                    | 0                    |                      |                      |
| 2004-2005  | Senators de Binghamton           | LAH        | 71  | 7                | 1                | 8                | 551              | 6                | 0 | 2                    | 2                    | 28                   |                      |                      |
| 2005-2006  | Sénateurs d'Ottawa               | LNH        | 60  | 2                | 3                | 5                | 141              | -                | - | -                    | -                    | -                    |                      |                      |
| 2006-2007  | Sénateurs d'Ottawa               | LNH        | 45  | 0                | 2                | 2                | 100              | -                | - | -                    | -                    | -                    |                      |                      |
| 2007-2008  | Sénateurs d'Ottawa               | LNH        | 38  | 0                | 3                | 3                | 46               | -                | - | -                    | -                    | -                    |                      |                      |
| 2008-2009  | Coyotes de Phoenix               | LNH        | 5   | 0                | 0                | 0                | 22               | -                | - | -                    | -                    | -                    |                      |                      |
| 2008-2009  | Rampage de San Antonio           | LAH        | 1   | 0                | 0                | 0                | 2                | -                | - | -                    | -                    | -                    |                      |                      |
| 2009-2010  | Flames de Calgary                | LNH        | 34  | 1                | 3                | 4                | 86               | -                | - | -                    | -                    | -                    |                      |                      |
| 2010-2011  | Bruins de Providence             | LAH        | 39  | 4                | 1                | 5                | 97               | -                | - | -                    | -                    | -                    |                      |                      |
| 2010-2011  | Crunch de Syracuse               | LAH        | 20  | 6                | 4                | 10               | 56               | -                | - | -                    | -                    | -                    |                      |                      |
| 2011-2012  | Predators de Nashville           | LNH        | 30  | 0                | 2                | 2                | 61               | -                | - | -                    | -                    | -                    |                      |                      |
| 2012-2013  | Predators de Nashville           | LNH        | 2   | 0                | 0                | 0                | 0                | -                | - | -                    | -                    | -                    |                      |                      |
| 2012-2013  | Admirals de Milwaukee            | LAH        | 6   | 0                | 0                | 0                | 4                | -                | - | -                    | -                    | -                    |                      |                      |
| 2012-2013  | Flames de Calgary                | LNH        | 19  | 3                | 0                | 3                | 49               | -                | - | -                    | -                    | -                    |                      |                      |
| 2013-2014  | Flames de Calgary                | LNH        | 76  | 4                | 4                | 8                | 100              | -                | - | -                    | -                    | -                    |                      |                      |
| 2014-2015  | Flames de Calgary                | LNH        | 8   | 0                | 0                | 0                | 4                | -                | - | -                    | -                    | -                    |                      |                      |
| 2014-2105  | Flames de l'Adirondack           | LAH        | 16  | 1                | 5                | 6                | 25               | -                | - | -                    | -                    | -                    |                      |                      |
| 2015-2016  | Gulls de San Diego               | LAH        | 58  | 9                | 8                | 17               | 144              | 3                | 0 | 0                    | 0                    | 2                    |                      |                      |
| 2016-2017  | Nottingham Panthers              | EIHL       | 47  | 12               | 7                | 19               | 138              | 2                | 1 | 0                    | 1                    | 2                    |                      |                      |
| Totaux LNH | Totaux LNH                       | Totaux LNH | 317 | 10               | 17               | 27               | 609              | -                | - | -                    | -                    | -                    |                      |                      |